# Telururo
Un telururo es un compuesto químico constituido por telurio y un elemento, o varios, menos electronegativo que éste.
Se los obtiene por reacción directa de los elementos. En general, son compuestos con enlaces covalentes, excepto los de los metales de transición, que presentan estructura semimetálica.

## Estado natural

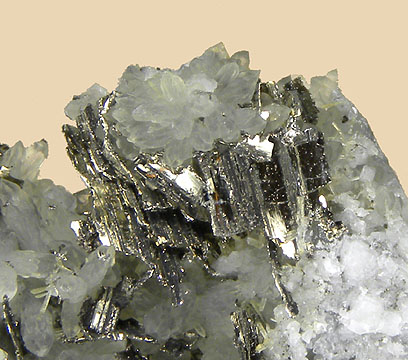
La calaverita es el mineral con aspecto metálico

En la naturaleza, se encuentra un buen número de minerales que son químicamente telurio. Como ejemplos, está la altaíta, constituida por monotelururo de plomo (PbTe), que es una importante mena metálica del plomo, la calaverita; ditelururo de oro (AuTe2), que es una mena de oro, la coloradoíta, que es monotelururo de mercurio (HgTe); la hessita, monotelururo de diplata (Ag2Te); o la petzita, ditelururo de triplata y oro (Ag3AuTe2).

## Aplicaciones
Los telururos han encontrado aplicaciones en el campo de nuevas tecnologías. Los hay que tienen propiedades de superconductores: ditelururo de titanio (TiTe2), el monotelururo de hierro (FeTe) o el monotelururo de cobre y hierro (CuFeTe). Otras tienen características de semiconductores: ditelururo de molibdeno (MoTe2), ditelururo de tungsteno (WTe2), ditelururo de estaño (SnTe2), monotelururo de galio (GaTe). El monotelururo de cadmio (CdTe) ha encontrado aplicación en la fabricación de capas para paneles solares. Con propiedades termoeléctricas está el tritelururo de dibismuto (Bi2Te3), que es el material termoeléctrico comercialmente más conocido y empleado para la refrigeración y aplicaciones de generación de energía a temperatura ambiente; y el monotelururo de plomo (PbTe).